# Triangle fédéral

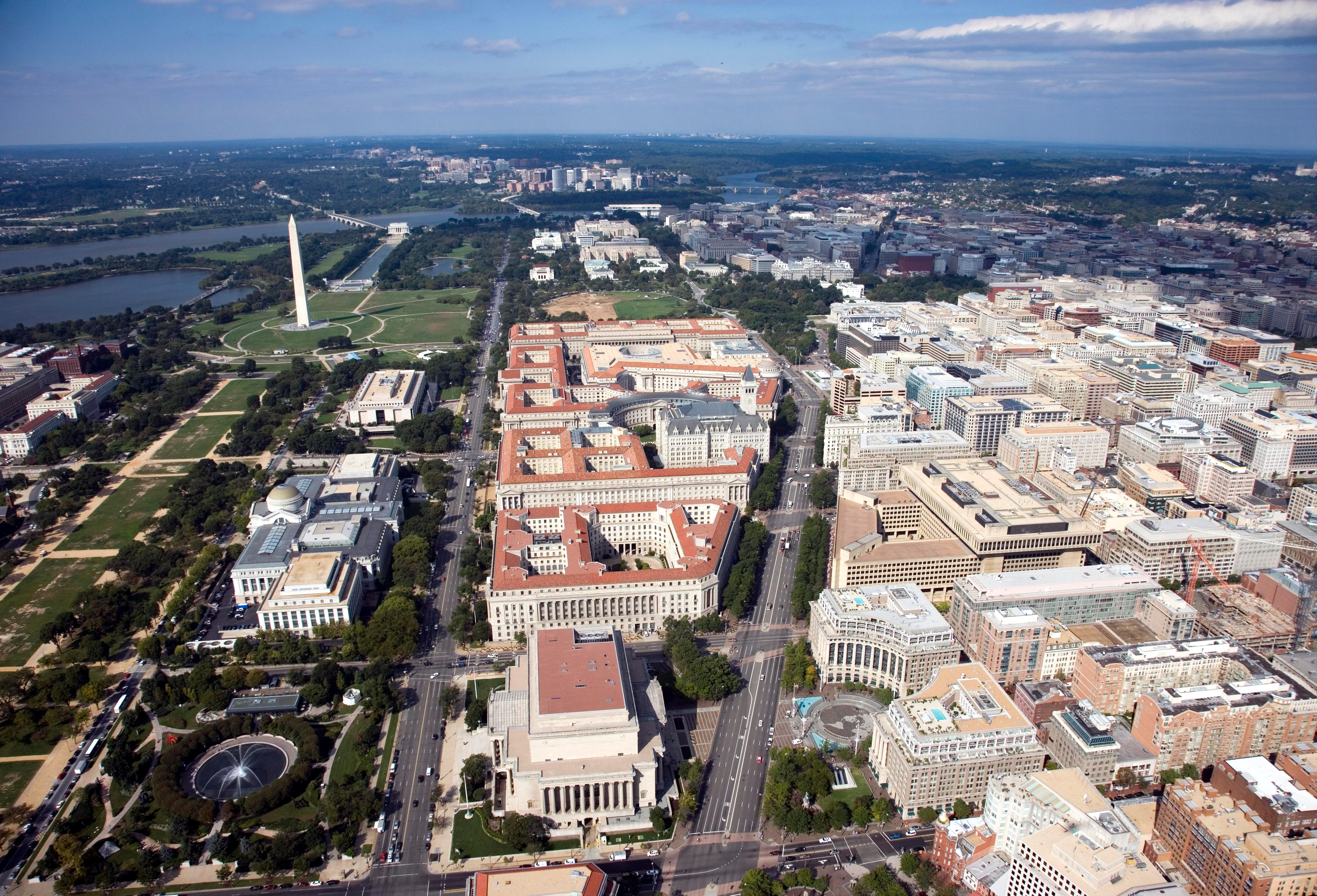
Vue aérienne du Triangle fédéral (au centre), du National Mall (à gauche) et de Downtown Washington, D.C. (à droite) en septembre 2006.

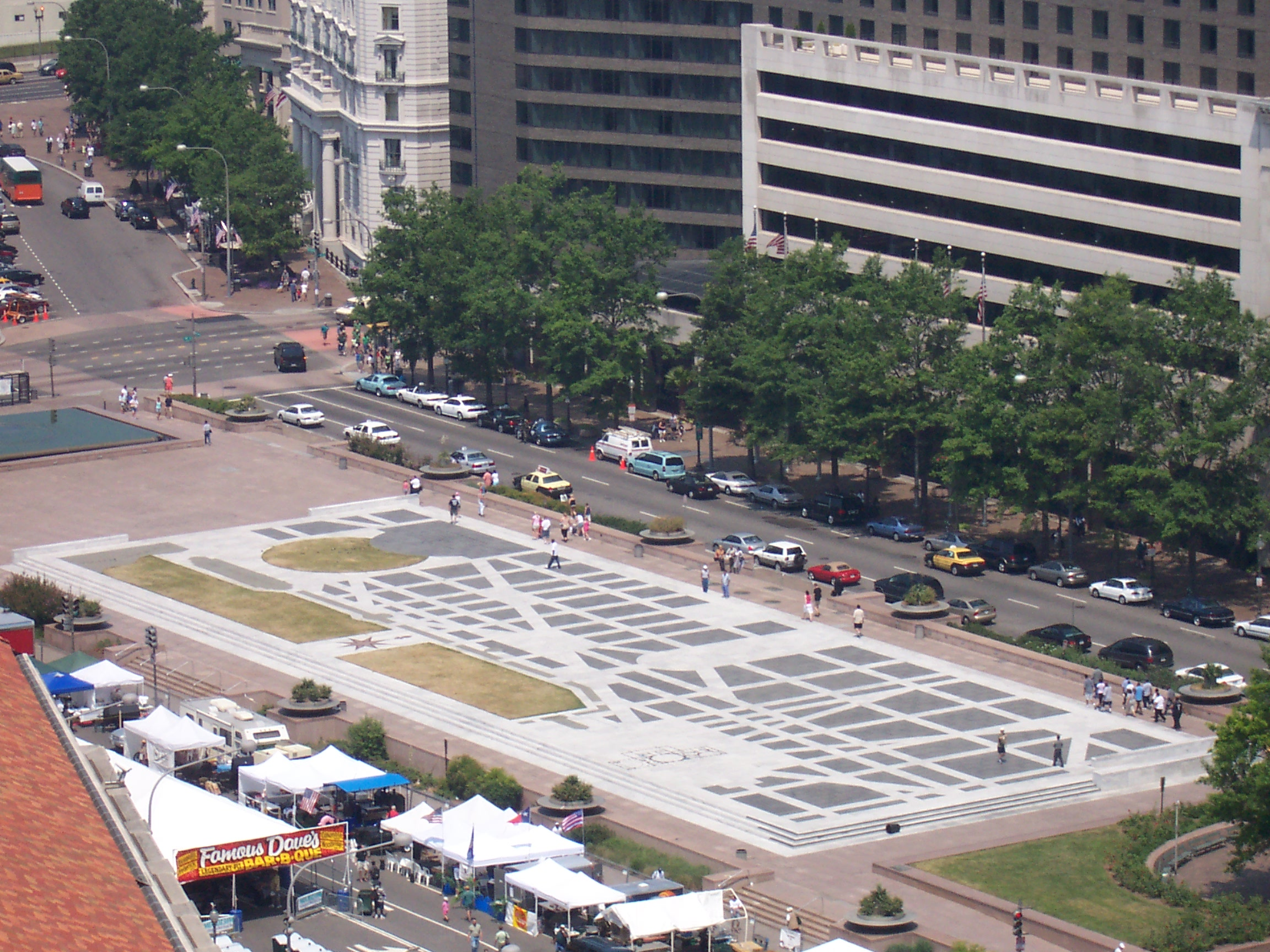
La Freedom Plaza vue du Old Post Office Pavilion. Son pavage reprend le dessin du centre de Washington dont le triangle fédéral.

Le Triangle fédéral est une zone triangulaire du centre de Washington formée par la 15e rue, Constitution Avenue et Pennsylvania Avenue. Elle abrite plusieurs bâtiments du gouvernement fédéral des États-Unis dont :
- Robert F. Kennedy Department of Justice Building (siège du département de la Justice des États-Unis)
- Édifice Herbert C. Hoover (siège du département du Commerce des États-Unis)
  - abrite aussi le National Aquarium et le centre des visiteurs de la Maison-Blanche
- Old Post Office Pavilion
- Ronald Reagan Building and International Trade Center
- National Archives Building
- Édifice fédéral William Jefferson Clinton
- Siège de l'Internal Revenue Service
- Siège de la Federal Trade Commission

Plusieurs des bâtiments de la zone ont été construits dans les années 1930 et partagent un style architectural commun néoclassique (Greek Revival) et des toits en tuiles orange. La station Federal Triangle du métro de Washington dessert le triangle et les environs.

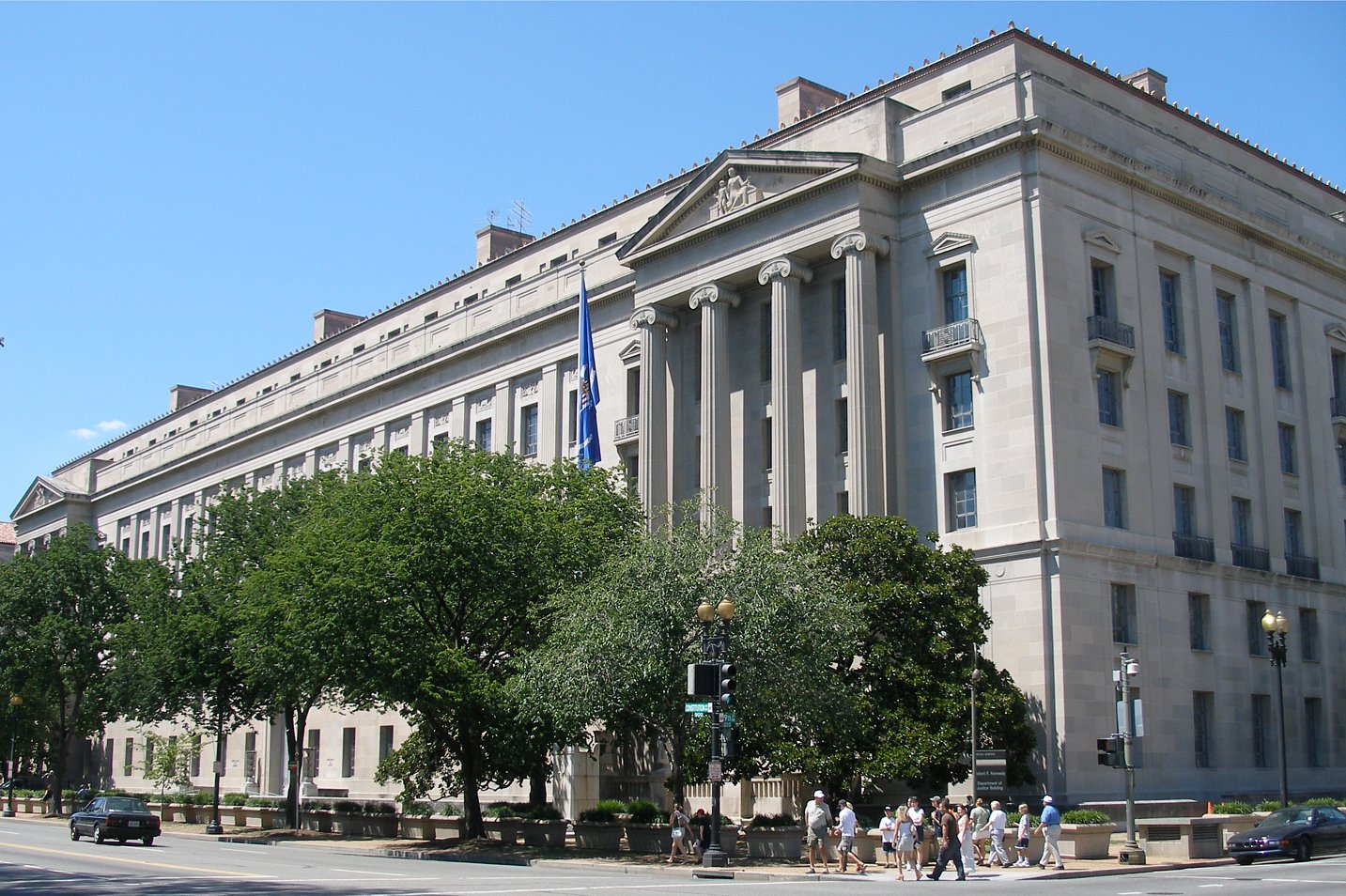
Bâtiment du département de la Justice.
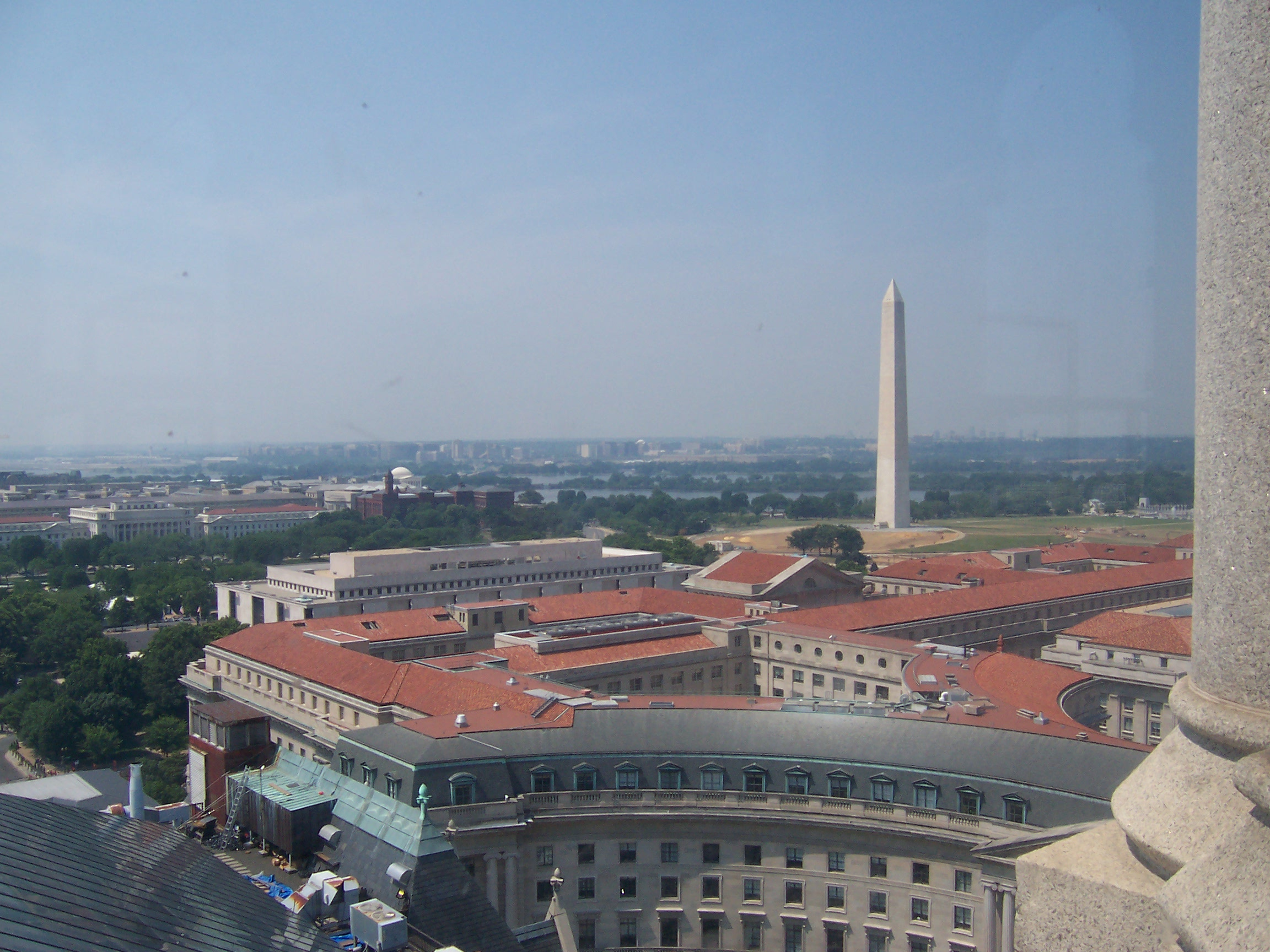
Vue des toits du Triangle fédéral, avec en arrière-plan, le Washington Monument.
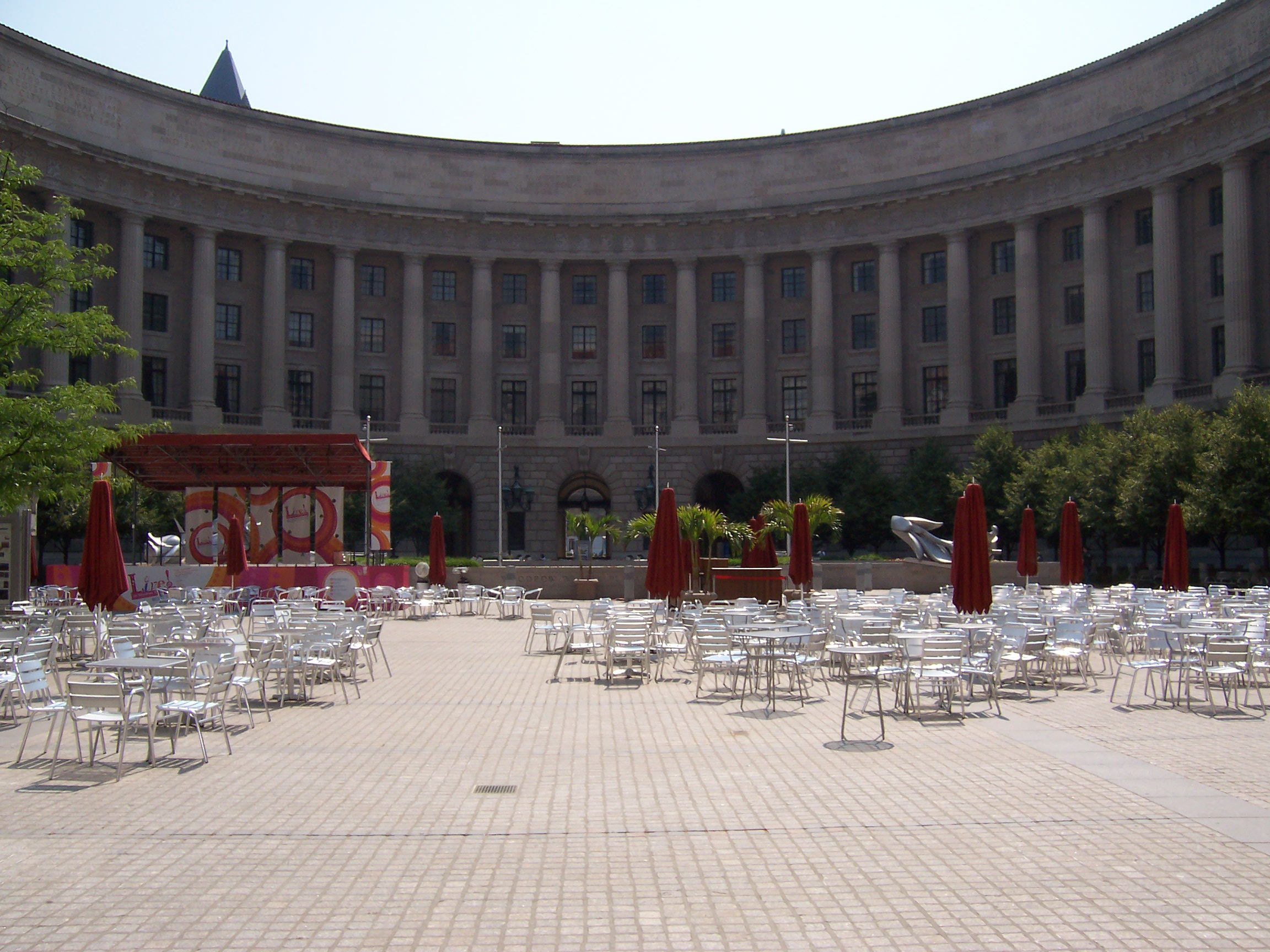
L'Ariel Rios Building. En arrière-plan apparait le sommet de la tour du Old Post Office Pavilion.

## Source
- (en) Cet article est partiellement ou en totalité issu de l’article de Wikipédia en anglais intitulé « Federal Triangle » (voir la liste des auteurs).